# Le Prince de Jéricho
Pour les articles homonymes, voir Jéricho (homonymie).
Le Prince de Jéricho est un roman policier de Maurice Leblanc, paru d’abord en 37 feuilletons dans Le Journal, entre le 20 juillet 1929 et le 25 août 1929 ;  puis édité, pour la première fois, en un volume in-12, chez Laffite, en 1930.

## Résumé
Un jeune homme, Maxime,  et deux jeunes filles, ses voisines, excités par les exploits de Jéricho, forban de la Méditerranée, jouent aux pirates dans le domaine de Mirador, une villa perchée sur une hauteur du massif de l'Esterel et dominant un golfe, près d'Antibes. Sa propriétaire, Nathalie Malnosen, est une jeune et riche héritière orpheline dont la beauté provient « autant de la perfection absolue de ses traits que de leur expression même ». Elle attend deux amis de son père, ses invités du jour : Forville, directeur de la société d'exportation Manolsen et son éternel soupirant, et le docteur Chapereau.
La conversation va tourner sur le fameux Jéricho, dont la rumeur raconte contradictoirement les faits les plus cruels ou la générosité la plus noble. Chapereau propose alors en échappatoire aux disputes un autre héros qu’on a trouvé, naguère, naufragé à la pointe d’Antibes et plus mort que vivant. Cet homme étrange, miraculeusement rétabli mais demeuré amnésique, est surnommé le « baron d‘Ellen-Rock », du nom d’un jardin antibois. Il s’est lancé avec énergie dans les affaires et s’est désormais enrichi dans des transactions immobilières entre la Côte d’Azur et Paris. Le récit passionne toute l’assistance et en particulier Maxime et la romantique Nathalie. 
Ce personnage va mystérieusement surgir dans la vie des deux résidents de Mirador et s’imposer en défenseur. Il a, dit-il, dans la journée, en passant en canot, surpris une conversation secrète de malfrats étrangers qui parlaient de piller le soir même une villa de la côte située en haut d’une falaise. On pense tout de suite à la bande de Jéricho... 
Ce baron Ellen-Rock, dont la silhouette « frappait par son élégance et sa distinction, et par une telle force », et qui, inspirant une confiance absolue, va entraîner la belle Nathalie dans une histoire incroyable qu'il semble mener à sa guise, fait penser si irrésistiblement à Arsène Lupin que Francis Lacassin dit qu’on s’attend, d’un moment à l’autre, à voir ce dernier se substituer au baron. Et l’on croit d’autant plus volontiers Claude Leblanc quand il dit que ce roman devait à l’origine constituer une aventure de Lupin. Il ne se souvenait plus « quelle raison – sans doute un contrat ou une clause d’exclusivité - avait amené le romancier à y renoncer ».